# Kevin O'Higgins
Kevin Christopher O'Higgins, född 7 juni 1892, död 10 juni 1927, var en irländsk politiker.
O'Higgins anslöt sig till Sinn Féin, satt häktad 1916-18. Han var 1922 justitieminister i Irlands provisoriska regering och utrikesminister 1927. O'Higgins, som tog starkt parti mot Éamon de Valeras politik mördades 1927.